# Impregnable Island
Impregnable Island (von englisch impregnable ‚unbezwingbar‘) ist eine ungewöhnlich hohe und an ihren Ufern steilwandige Insel vor der Ingrid-Christensen-Küste des ostantarktischen Prinzessin-Elisabeth-Lands. Sie gehört zu den Rauer-Inseln und liegt 3,5 km nördlich von Filla Island.
Australische Wissenschaftler benannten sie. Namensgebend ist der Umstand, dass es Teilnehmern dreier Kampagnen der Australian National Antarctic Research Expeditions zwischen 1983 und 1988 nicht gelang, auf der Insel anzulanden.